# The Hills Have Eyes 2
The Hills Have Eyes 2 is een Amerikaanse horrorfilm uit 2007. De film is het vervolg op The Hills Have Eyes uit 2006, wat een remake van de gelijknamige film uit 1977 was. Nadat de remake van het eerste deel uitkwam, besloot regisseur Martin Weisz het tweede deel uit 1984 ook opnieuw te verfilmen.

## Verhaal
Stump (Ben Crowley), Crank (Jacob Vargas), Amber (Jessica Stroup), Spitter (Eric Edelstein), Delmar (Lee Thompson Young) en Missy (Daniella Alonso) zijn jonge soldaten in opleiding. Samen worden ze naar 'sector 16' gestuurd, waar het leger een kamp heeft opgezet om onderzoek uit te voeren naar de verdwijning van de slachtoffers uit het eerste deel. Eenmaal aangekomen, lijkt er geen mens aanwezig in sector 16, tot iemand van boven op een berg met een spiegelend voorwerp met lichtsignalen om hulp seint.
Samen met hun commandant gaan ze op pad. Eenmaal in de bergen begint een in de spelonken wonende familie gemuteerde mensen, onder leiding van de enorme Papa Hades (Michael Bailey Smith), echter kleine verrassingsaanvallen uit te voeren. In een poging zich te verweren, schiet Spitter een salvo kogels af. In plaats van een van hun gemuteerde belagers, schiet hij echter hun commandant dood. Vanaf dat moment staat de uiterst onervaren groep er alleen voor, tegen de familie mutanten die het gebied als haar broekzak kent. De mannen staan hierbij 'alleen' op het menu van de kannibalistische familie. De vrouwen lopen daarbij het gevaar eerst bruut verkracht te worden door de flink mismaakte bergmensen, en dan als broedmachine te dienen voor ze afgeslacht worden. Dat heeft de kijker in de beginscène eerder zien gebeuren met een geketende, van een gedrocht bevallende vrouw (Cécile Breccia).

## Rolverdeling
- Michael McMillian - Soldaat David "Napoleon" Napoli
- Jessica Stroup - Soldaat Amber "Barbie" Johnson
- Jacob Vargas - Soldaat Carlos "Crank" Medina
- Daniella Alonso - Soldaat Marisol "Missy" Martinez
- Flex Alexander - Sergeant Jeff "Sarge" Millstone
- Lee Thompson Young - Soldaat Delmar "Del" Reed
- Eric Edelstein - Korporaal Gilbert "Spitter" Cole
- Reshad Strik - Soldaat Michael "Mickey" Elrod
- Ben Crowley - Soldaat Scott "Stump" Locke
- Michael Bailey Smith - Papa Hades
- Derek Mears - Chameleon
- David Reynolds - Hansel
- Jeff Kober - Kolonel Lincoln Redding
- Jay Acovone - Dr. Wilson
- Archie Kao - Dr. Han
- Philip Pavel - Dr. Paul Foster
- Cécile Breccia - Zwangere vrouw